# 高橋応真
高橋 応真（たかはし おうしん、安政2年10月11日（1855年11月20日） - 明治34年（1901年）7月12日）は明治時代の日本画家。

## 略歴
松本楓湖及び柴田是真の門人。通称は善之助または善之介。安政2年（1855年）に武蔵国（江戸）北豊島郡鴬塚村金杉（後の下谷区下根岸、現・台東区根岸）において田安家の家士の高橋栄賢の長男として生まれる。9歳のころに楓湖の門に入り、翠岳の号を称すとともに服部波山に漢画を学ぶ。楓湖の画塾では自由放任の教育方針であり、楓湖は狩野芳崖を極めて高く評価していて、門下には自身が教える以上のことを望む場合、芳崖の所へ行けと言ったほどであった。応真は師の勧めもあり、鑑画会の研究会へ出席して学んだ。明治15年（1882年）の第1回内国絵画共進会に作品を出品、賞を受けたことを筆頭に翌年、第1回パリ日本美術縦覧会に作品を出品した。また、明治17年（1884年）の第2回内国絵画共進会にも作品を出品、賞を得、明治19年（1886年）の第2回鑑画会では「芥子花図」が四等賞を得ている。その後、柴田是真に入門、応真の遺号を授かり、その才能を開花させて是真門下の四天王とも、池田泰真らとともに十哲とも呼ばれる活躍をする。明治20年代前半には日本美術協会において活躍するが、新しい日本画を模索する若手画家の潮流にのって明治24年（1891年）に日本青年絵画協会の結成に参加した。また、明治31年（1898年）の第5回絵画共進会、明治33年（1900年）のパリ万国博覧会にも作品を出品してそれぞれ受賞するなど、長期的な活躍がみられた。明治34年（1901年）7月12日に下根岸の自宅で食中毒により没し、東京下谷の谷中墓地に葬られた。享年46。

## 作品
- 「笹之雪書画帖」 牡丹図、草花の図を描く。